# Василевичи
Василевичи (блр. Васілевічы; рус. Василевичи) је град у југоисточном делу Републике Белорусије и један је од два насеља са статусом града у Речичком рејону Гомељске области. 
Према подацима пописа из 2009. у граду су живела 3.923 становника.

## Географија
Василевичи се налазе на око 54 км западно од административног центра рејона града Речице и на око 86 км западно од административног центра области Гомеља.
Град лежи у зони изразито густе речне мреже због чега су у његовој околини вршени обимни мелиорациони радови да би се култивисали речни токови и спречило плављење околног земљишта.
Недалеко од места налази се извор тресета „Василевичи-2“.

## Историја
Насеље се први пут помиње у писаним изворима током XVI веку као село у оквирима Минског Војводства Велике Кнежевине Литваније. Године 1793. постао је саставни део Руске Империје. Године 1866. основане су две школе, а 1871. и метеоролошки истраживачки центар чији основни циљ је било истраживање климатских прилика у зони Полесја. Град је постао значајнији трговински центар доласком железнице 1886. Статус града добија 1971.
Василевичи 1919. постају окружни центар Гомељске губерније Руске СФСР, а у саставу Белоруске ССР су од 8. децембра 1926. године. Били су центар Василевичког рејона од 1938. до 1959, након чега постаје део Речичког рејона.
Статус варошице (городской посёлок) Василевичи добијају 1950. године. Административни статус града имају од 19. новембра 1971. године. 

## Становништво
Према резултатима пописа становништва из 2009. у Василевичима су живела 3.923 становника.

## Василевичи 2
Недалеко од града налази се мочварно подручје Василевичи 2 које је било једно од најважнијих белоруских налазишта тресета. Подручје обухвата површину од око 18,2 хиљада хектара, са максималним дубинама тресетног слоја до 6,4 метра (просечно 1,7 м). До 1977. залихе тресета су у целости експлоатисане, земљиште је исушено и на том простору данас се узгајају житарице и крмно биље, а један део површина претворен је у ливаде и пашњаке.